# Muʻumuʻu

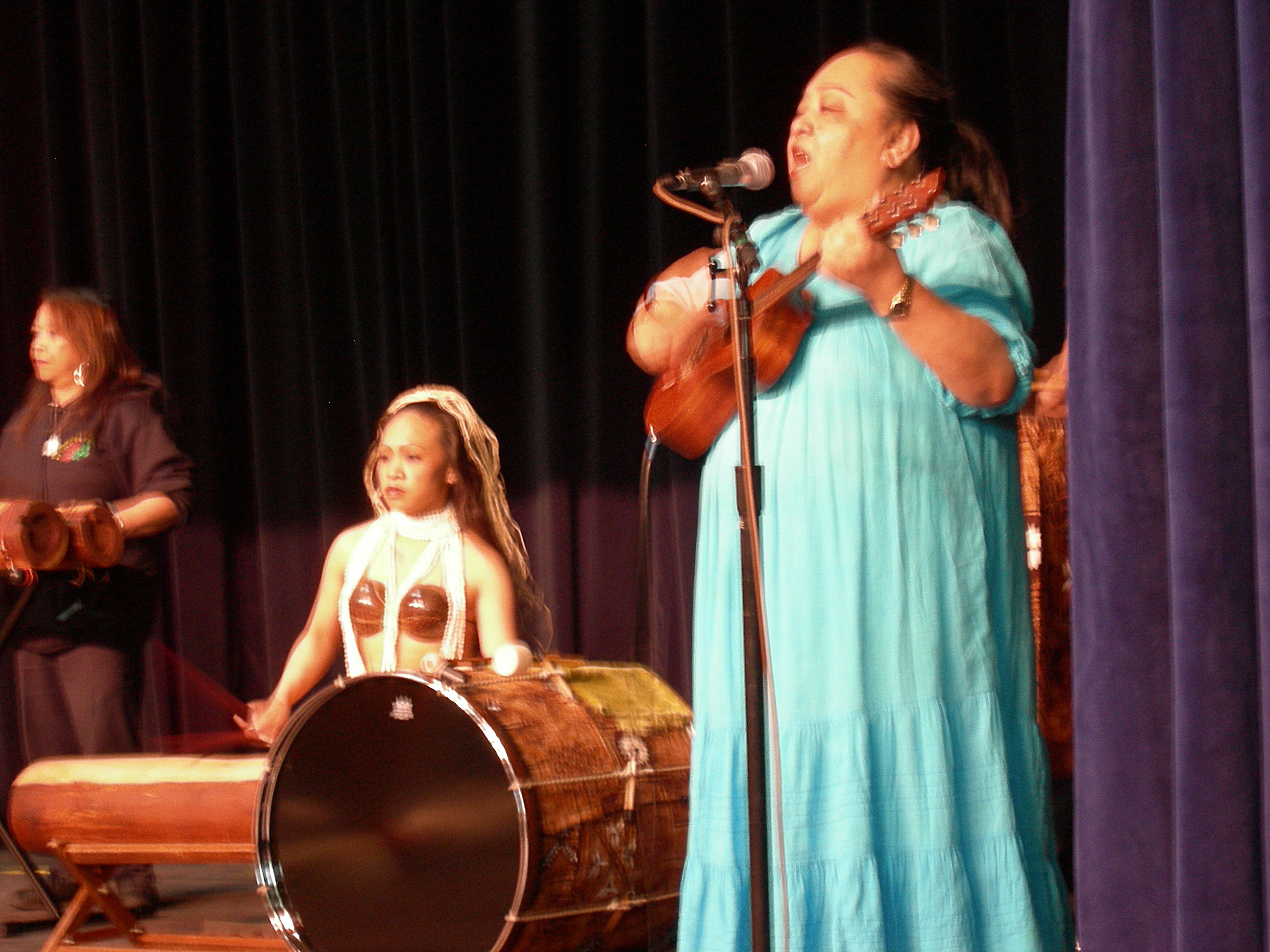
Cantante hawaiana che indossa un muumuu e suona l' ukulele

Il muʻumuʻu (ˈmuʔuˈmuʔu), o muumuu (/ˈmuːmuː/), è un abito ampio di origine hawaiana. Come la camicia hawaian, sono spesso colorati brillantemente con motivi floreali di motivi polinesiani. Alle Hawaii, i muumuu sono un abito popolare per riunioni sociali, chiese e festival.

## Etimologia e storia
La parola muʻumuʻu significa "tagliato corto" in hawaiano. L'abito, originariamente utilizzato come indumento intimo o camicia per l'holokū, era privo di sprone e può essere a maniche corte o  senza maniche. Il muumuu era realizzato in tessuto leggero di cotone bianco e, oltre ad essere un indumento intimo, serviva alle donne hawaiane come veste da casa, camicia da notte e costume da bagno. Holokū era il nome dato all'abito Madre Hubbard introdotto dai missionari protestanti alle Hawaii negli anni venti dell'Ottocento. In contrasto con il muumuu, l'holokū presentava maniche lunghe e un abito slacciato lungo che cadeva da uno sprone a collo alto che era indossato dagli ali'i e dalla gente comune. Verso il 1870, l'holokū degli ali'i assunse una vita più aderente e spesso uno strascico lungo sette o otto metri per la sera, e comprendeva volant, balze e guarnizioni, mentre il modesto e ampio holokū senza strascico continuò ad essere ampiamente indossato dalle donne di tutte le classi come abito quotidiano. Col tempo, con l'introduzione dei tessuti stampati alle Hawaii, il muumuu, essenzialmente una versione accorciata e più comoda dell'holokū, guadagnò popolarità da essere indossato tutti i giorni.